# Cheung Chau
Cheung Chau (chin. trad. 長洲, co oznacza „Długa wyspa”) – niewielka wyspa, leżąca 10 km na południowy zachód od wyspy Hongkong. Wyspa ma powierzchnię 2,45 km², a zamieszkuje ją około 30 000 osób. Administracyjnie należy do dzielnicy Islands.

## Geografia
Wyspa jest zbudowana z dwóch w większości granitowych brył, połączonych ze sobą piaszczystą formacją, pierwotnie będącą ławicą. Ma powierzchnię 2,45 km², i kształt uzasadniający nazwę "Długa Wyspa", będący zresztą dosłownym przekładem chińskiej nazwy "Cheung Chau". Południowe i północne krańce wyspy są górzyste, natomiast osadnictwo koncentruje się pośrodku wyspy.

## Gospodarka
Centralna część wyspy jest gęsto zabudowana domami i sklepami. Tutejsze uliczki są bardzo wąskie, z tego powodu jedynymi pojazdami silnikowymi na wyspie są specjalnie zaprojektowane mini-wozy strażackie. Tereny mieszkalne istnieją również wśród wzgórz, na obydwu krańcach wyspy.
Tradycyjnie, na wyspie były wioski rybackie, nadal zresztą istnieje port rybacki obsługujący miejscowe łodzie. Ostatnio jednak podstawą gospodarki wyspy staje się turystyka. Wyspa przyciąga turystów oferując piaszczyste plaże kąpielisk, lokale gastronomiczne z owocami morza, oraz tradycyjną kulturę chińską.

### Klasztory
- Klasztor Pak Tai – jeden z najstarszych w Hongkongu, zbudowany w 1783 roku i całkowicie przebudowany w 1989. Przed klasztorem znajdują się 4 pary lwów chińskich. Przed ołtarzem znajdują się statuy dwóch najważniejszych, "Tysiącmilowego Oka" oraz "Ucha pomyślnych wiatrów", które w tradycji chińskiej uważane są za zdolne do widzenia i słyszenia wszystkiego.
- Cztery świątynie bogini Mazu (Tin Hau), w tym Świątynia Pak She Tin Hau.
- Kwan Kung Chung Yi Ting, tradycyjna świątynia zbudowana w 1973, poświęcona bogu sprawiedliwości Guan Yu (Kwan Tai).

### Inne
- Jaskinia uważana za schronienie XIX-wiecznego pirat Cheung Po Tsai.
- Petroglify znajdujące się nieopodal plaży Tung Wan, uznane za monument narodowy Hongkongu.
- plaże Tung Wan i Kwun Yam Wan.

## Transport
Firma „First Ferry” obsługuje połączenia promowe między centrum Hongkongu a Cheung Chau. Kursują przeciętnie co pół godziny, w zależności od pory dnia, również w weekendy i święta publiczne rozkład rejsów jest inny niż w tygodniu. Pokonanie dystansu niecałych 25 km zajmuje 55 minut zwykłym promem lub 35 minut nowocześniejszym, szybszym modelem.